# Diocesi di Sica
La diocesi di Sica (in latino Dioecesis Sycensis) è una sede soppressa del patriarcato di Antiochia e una sede titolare della Chiesa cattolica.

## Storia
Sica, identificabile con le rovine del monte Sigiçay nell'odierna Turchia, è un'antica sede episcopale della provincia romana di Isauria nella diocesi civile d'Oriente. Faceva parte del patriarcato di Antiochia ed era suffraganea dell'arcidiocesi di Seleucia.
La diocesi non è menzionata nell'unica Notitia Episcopatuum nota del patriarcato antiocheno e datata alla seconda metà del VI secolo. Per un certo periodo, dopo l'occupazione araba di Antiochia, l'Isauria fu annessa al patriarcato di Costantinopoli. La diocesi di Sica appare in una Notitia Episcopatuum di questo patriarcato nel IX secolo.
Di questa sede, ignota a Le Quien nell'opera Oriens Christianus, è noto un solo vescovo, Sisinnio, che prese parte al concilio di Nicea del 787.
Dal 1933 Sica è annoverata tra le sedi vescovili titolari della Chiesa cattolica; la sede finora non è mai stata assegnata.

## Cronotassi dei vescovi
- Sisinnio † (menzionato nel 787)